# Icheon
Icheon is een stad in de Zuid-Koreaanse provincie Gyeonggi-do. De stad telt bijna 189.000 inwoners en ligt in het noordwesten van het land.

## Bestuurlijke indeling
- Bubal-eup (부발읍 )
- Janghowon-eup (장호원읍)
- Daewol-myeon (대월면)
- Majang-myeon (마장면)
- Moga-myeon (모가면)
- Baegsa-myeon (백사면)
- Seolseong-myeon (설성면)
- Sindun-myeon (신둔면)
- Yul-myeon (율면)
- Hobeob-myeon (호법면)
- Gwango-dong (관고동)
- Jungli-dong (중리동)
- Jeungpo-dong (증포동)
- Changjeon-dong (창전동)

## Stedenbanden
- Gangdong, Zuid-Korea
- Gangnam, Zuid-Korea
- Sante Fe, Verenigde Staten
- Jingdezhen, China
- Seto, Japan

Steden:
Ansan · Anseong · Anyang · Bucheon · Dongducheon · Gimpo · Goyang · Gunpo · Guri · Gwacheon · Gwangju · Gwangmyeong · Hanam · Hwaseong · Icheon · Namyangju · Osan · Paju · Pocheon · Pyeongtaek · Seongnam · Siheung · Suwon (hoofdstad) · Uijeongbu · Uiwang · Yangju · Yeoju · Yongin
Districten:
Gapyeong · Yangpyeong · Yeoncheon